# Aveline's Hole
Aveline's Hole est une caverne située dans la combe de Burrington, dans du calcaire des collines de Mendip en Angleterre.
Le plus vieux cimetière scientifiquement daté en Grande-Bretagne a été trouvé à Aveline's Hole. On pense que les fragments d'os humains qu'il contenait, d'environ 21 individus différents, datent grosso modo d'entre 10 200 et 10 400 ans.
Une série de croix gravées a été découverte sur le mur de la caverne d'Aveline's Hole. On estime qu'elles datent du début du Mésolithique juste après la dernière glaciation. Le motif est comparable à d'autres retrouvés dans le Nord de la France, en Allemagne et au Danemark. Une grille a été installée dans la caverne pour protéger les inscriptions, après consultations entre l'English Heritage et d'autres parties concernées, incluant le propriétaire du terrain et English Nature.
La caverne a été redécouverte en 1797 par deux hommes qui creusaient pour trouver un lapin. Elle a été mise au jour et l'entrée a été élargie en 1860 par William Boyd Dawkins qui la nomma d'après son  mentor William Talbot Aveline.
L'accès à la grotte est contrôlé par l'University of Bristol Spelæological Society et est limité pendant la saison d'hibernation des chiroptères.